# 갈라드리엘
갈라드리엘(Galadriel)은 J. R. R. 톨킨이 창작한 가운데땅 세계관에서 나오는 등장인물이다. 그녀는 《반지의 제왕》, 《실마릴리온》, 그리고 《끝나지 않은 이야기들》에 등장한다.

## 배경정보
갈라드리엘은 놀도르와 텔레리, 바냐르 왕가의 혈통을 갖고 태어난 요정인데, 이는 그녀가 놀도르 대왕 핀웨의 손녀이자 텔레리 대왕 올웨의 외손녀이고 또한 할머니 인디스를 통하여 바냐르 대왕 잉궤와도 가까운 친족이 되기 때문이다. 그녀는 제1시대에 놀도르 반역과 발리노르 망명 사건 주모자 중 하나로서 제3시대 말까지 살아남아 마침내 발리노르로 귀환한 유일한 놀도르 요정이었다. 가운데땅에서 그녀가 떠날 때까지 그녀의 남편 켈레보른과 함께 로스로리엔을 공동으로 통치하였으며, 그리하여 그녀는 '로리엔의 여주인', '갈라드림의 여주인', '빛의 여주인', '황금숲의 여주인' 등으로 불렸다. 그녀의 딸 켈레브리안은 엘론드의 아내로서 아르웬과 쌍둥이 형제 엘라단, 엘로히르를 낳은 인물이었다.
톨킨은 갈라드리엘을 "(길 갈라드의 죽음 이후) 중간계에 남은 가장 강력하고 아름다운 요정"과 "모든 요정 여성중 가장 위대한 여성"으로 묘사했다.

## 작품 속

### 역사
반지의 제왕 이전의 갈라드리엘에 관한 이야기는 실마릴리온과 끝나지 않은 이야기들에 나온다. 갈라드리엘은 놀도르 왕자 피나르핀과 루시엔의 친척인 에아르웬이 낳은 유일한 딸이었다. 그녀의 오라버니들은 핀로드, 앙그로드, 아에그노르이다. 그녀는 나무의 시대에 발리노르에서 탄생하였다.
갈라드리엘은 "다른 이들의 마음을 꿰뚫어보는 능력을 받았고, 그녀는 꽤 공평하게 사람들을 평가하였다. 하지만 페아노르의 내면으로부터는 오로지 어둠만을 볼 수 있었다."고 한다. 핀웨의 왕가 일원이자 할머니 인디스로부터 바냐르 왕족의 핏줄을 물려받은 그녀는 아만과 가운데땅을 통틀어 가장 아름다운 요정으로 불렸다고 한다.
그녀에 대한 오래된 이야기에 따르면, 갈라드리엘은 놀드르의 반역과 발리노르 망명에서 열렬한 주동자였다고 한다. 사실상 그녀는 "그 시기에 우뚝 선 유일한 여성"이었다고 전해진다. 그녀는 하지만 페아노르와 그 아들들과는 오랫동안 멀리 떨어져 지냈으며, 알쿠알론데에서의 동족살해 사건에 참여하지도 않았다. 벨레리안드에서 그녀는 그녀의 오라버니 핀로드 펠라군드와 함께 나르고스론드에서 살았고, 또한 도리아스의 싱골과 멜리안의 궁에서도 살았다. 이러한 이야기에 따르면 그녀는 그곳에서 싱골의 친족인 켈레보른을 만났다고 한다.
분노의 전쟁 이후 발라들은 추방자들의 주모자 격에 해당하는 자들을 불사의 땅으로 되돌아오지 못하도록 하였고, 따라서 그들 중 하나였던 갈라드리엘은 가운데땅에 추방된 채 남아있게 되었다. 제3시대 말이 되어 그녀가 절대반지의 유혹을 뿌리쳤을 때 비로소 그녀는 발리노르로 돌아갈 수 있게 되었다.
끝나지 않은 이야기들에는 갈라드리엘과 켈레보른에 대한 다른 이야기들이 많이 실려있다. 그중 하나는 갈라드리엘이 어떻게 가운데땅에 오게 되었는지에 대해 중점을 두고 있다. 그녀는 알쿠알론데의 텔레리 항구에서 그녀의 모친의 친족들과 함께 거주하였고 거기서 켈레보른을 만났다. 이러한 설정에 따르면 켈레보른은 올웨의 손자였다. 갈라드리엘과 켈레보른은 페아노르, 핑골핀 무리와 별개로 벨레리안드로 떠났다. 갈라드리엘은 따라서 직접적으로 놀도르 왕자들이 일으킨 반역과 동족살해 사건에 가담하지는 않은 것이다. 하지만 그녀는 허락없이 불사의 땅을 떠났기 때문에 발라들의 추방령 아래 놓이게 되었다. 벨레리안드에서 그녀는 켈레보른과 함께 도리아스에 받아들여졌다. 놀도르 무리가 벨레리안드에 뒤이어 도착하자 갈라드리엘은 그녀의 오라버니들과 접촉을 하였다. 이 설정에서 그녀는 발라들의 용서를 받았지만 그녀의 자존심 때문에 그것을 거부하였고 따라서 여전히 추방령이 유효하게 되었다. 톨킨이 죽기 직전에 쓰여진 설정에 따르면 갈라드리엘은 심지어 추방령과 관련이 없었고, 오로지 그녀의 원대로 가운데땅에 남은 것이라고 한다.
두 가지 버전 모두를 종합해 보아도 켈레보른과 갈라드리엘은 벨레리안드의 전투에 중요한 역할을 하지 않았다. 이는 그들이 모르고스의 힘에 맞서는 전쟁(보석전쟁)을 가망없는 것으로 판단하였기 때문이었다. 제1시대 동안의 그들의 행적에 대해선 알려진 바 없고, 단지 그들은 분노의 전쟁 이전에 벨레리안드를 떠났다는 것만 분명하다.

### 2시대
그들은 처음에 린돈으로 갔고, 그곳에서 일부 요정들의 무리에 대해 통치권을 행사하였다. 아마도 그것은 최후의 대왕 길갈라드 지배 하의 자치권이었을 것으로 생각된다. '갈라드리엘과 켈레보른에 대하여'에 따르면 그들은 이후에 네누이알 호수로 떠났고, 에리아도르에 살던 모든 요정들의 군주와 여주인으로 간주되었다고 한다.
제2시대 700년 경에 그들은 더욱 동쪽으로 갔고 인간들이 홀린으로 부르는 에레기온 요정들과 접촉하였다. 이 시기에 그들은 안두인 하구의 난도르 요정들과 교류하였고, 이곳은 나중에 로스로리엔으로 불리게 된다. 어느 시점에 이르러 켈레보른과 갈라드리엘은 에레기온을 떠나 로스로리엔에 정착하게 된다. 다른 곳의 이야기에 따르면 그들은 제2시대 얼마동안 로스로리엔의 통치자가 되었다고 한다. 하지만 모든 설정을 종합해 보면 그들은 제3시대 중반에 암로스가 실종된 후 로스로리엔으로 다시 돌아오게 된다는 것이 공통적이다.
제2시대 초반에 누메노르 왕 타르 알다리온은 길갈라드에게 말로른 씨앗을 가져온다. 하지만 이것은 린돈에서 자라지 않았고, 따라서 길갈라드는 씨앗을 갈라드리엘에게 주었다. 그녀의 힘에 의해 말로른은 로스로리엔의 영토에서 싹을 틔웠으나, 누메노르에서만큼 높게 자라나지는 못했다.
켈레보른과 갈라드리엘은 딸 하나를 낳았는데, 켈레브리안이라는 이름을 가졌고, 후에 리븐델의 반요정 엘론드와 결혼하게 된다. 따라서 쌍둥이 엘라단과 엘로히르, 그리고 그들의 여동생 아르웬 운도미엘은 갈라드리엘과 켈레보른의 외손주들이 된다.
제2시대 동안 힘의 반지들이 제조되었고, 갈라드리엘은 켈레브림보르와 에레기온의 놀도르 요정들에게 반지 제조 기술을 가르쳐 준 '안나타르'라는 존재를 불신하였다. 어떤 이야기에 따르면 켈레브림보르는 갈라드리엘에 반기를 들고 에레기온의 통치권을 빼앗았고, 따라서 갈라드리엘은 모리아의 통로를 통해 로스로리엔으로 떠나버렸다고 한다. 한편 켈레보른은 모리아가 난쟁이들의 요새였기에 그곳을 출입하는 것을 거부하고 뒤에 남기로 하였다. 갈라드리엘의 불신은 정당한 것이었는데, 안나타르는 아울레라는 발라가 보낸 사절로 가장했지만 실상은 사우론이었기 때문이다. 사우론이 에레기온을 침략하자 켈레브림보르는 갈라드리엘에게 자신이 만든 세 개의 반지 중 하나인 네냐를 맡겼는데, 그것은 금강석 반지 혹은 물의 반지였다. 한편 켈레보른은 엘론드와 합류하였는데, 이들의 병력은 에레기온을 해방시킬 수 없었고, 가까스로 임라드리스로 후퇴해야 했다. 켈레보른은 전쟁이 끝나고 나서 리븐델에서 갈라드리엘과 재회하게 된다. 다른 곳에 언급된 이야기에 따르면 임라드리스에서 몇 년이 흐른 후에(엘론드가 켈레브리안을 처음 보고 사랑에 빠진 후) 갈라드리엘의 바다를 향한 갈망이 매우 커졌고, 그리하여 그들은 벨 팔라스로 이동하여 후에 '돌 암로스'라 불리는 곳에 살게 되었다.
제2시대 말에 벌어진 최후의 동맹 전투에서 길갈라드가 쓰러지자 갈라드리엘과 엘론드, 키르단은 가운데땅에서 가장 영향력 있는 통치자가 되었고, 갈라드리엘은 남아있는 망명자들 중 으뜸이었다.

### 3시대
사우론의 힘에 대해 인지하고 있었고 그것을 꺾고 싶었던 갈라드리엘은 절대반지가 사우론의 손 안에 있는 한 그녀의 반지를 사용하지 않았다. 하지만 제3시대 초기에 절대반지가 사라졌을 때 그녀는 네냐를 껴서 로스로리엔을 난도르 요정들을 위한 아름다운 피난처로 만드는 데 이용했다. 암로스와 님로델이 사라진 후 갈라드리엘은 사우론에 대한 경계를 늦추지 않았고, 종종 생각으로 그와 분투했다. 사우론은 그녀의 마음을 들여다보기를 매우 갈망했다고 하지만, 절대반지가 그에게 없는 상태였기 때문에 오랫동안 그리할 수 없었다고 한다. 제3시대 후반 동안, 로스로리엔이 외부인들에 대해 폐쇄되었을 때 갈라드림의 군주(켈레보른)와 여주인(갈라드리엘)은 임라드리스와 지속적으로 연락을 취했지만 어둠숲의 요정들과는 연락이 뜸했다. 그녀는 백색회의의 초대 의장이었다.
'반지 원정대'에서 갈라드리엘은 모리아에서 탈출한 원정대원들을 로스로리엔에 받아주었다. 그녀가 카라스 갈라돈에 차려진 나무 위의 거주지에서 원정대를 마주했을 때 그녀는 대원들 각각을 바라보았고, 그들의 결심을 시험해 보았다. 보로미르는 이러한 그녀의 시험을 일종의 유혹으로 해석하였다. 그녀는 반대로 프로도 배긴스가 그녀에게 절대반지를 가지라고 내놓을 때 시험을 받았다. 반지의 타락시키는 영향력이 그녀를 "위대하고 두려운 존재"로 만들 것임을 알고 있었고, 그녀를 가운데땅으로 오게 했던 처음의 열정을 떠올린 그녀는 반지를 거절하였다. 그녀는 절대반지가 파괴됨과 함께 그녀가 갖고 있는 반지의 힘도 다할 것이고 그로써 다른 요정들 또한 쇠퇴하고 사라져가게 될 것임을 깨달았다. 그리고 인간의 시대가 도래하고 요정들이 쇠퇴하는 것으로부터 도망칠 유일한 길은 결국 발리노르로 떠나는 것뿐임을 알았다. 톨킨의 다른 작품들에 의해 지지되는 바는 그녀가 이러한 유혹을 이겨냄으로써 그녀에게 내려진 발리노르 추방령이 거둬졌으며, 이로써 마침내 그녀가 바다를 통해 고향으로 돌아갔다는 것이다.
원정대가 로스로리엔을 떠날 때 그녀는 원정대원 각각에게 선물과 요정의 외투를 선사하였고, 배와 식량을 챙겨주었는데, 이 모든 것은 신의와 희망, 선의를 상징하는 행동이었다.
원정대가 로스로리엔을 떠나던 날에 간달프가 독수리 과이히르에 실려왔다. 갈라드리엘은 그의 상처를 치료하였고, 그에게 흰 옷을 입혔는데 이는 간달프가 이스타리의 우두머리라는 새로운 지위를 갖게 되었음을 의미하는 것이었다. 반지 전쟁의 마지막 전투에서 로스로리엔은 여러번 돌 굴두르의 군대에 에워싸였다. 로스로리엔은 그 거주민들의 용기 덕분에 그에 대한 공격을 막아낼 수 있었다고 하지만, 그보다는 그곳에 사우론이 직접 나타나지 않는 그 누구도 이겨내기 어려운 막강한 어떤 힘 이 있었기 때문이었다고도 한다.
사우론이 몰락하자 켈레보른은 로스로리엔의 무리를 이끌고 안두인을 건너가 돌 굴두르를 탈환한다. 갈라드리엘도 그곳에 갔고 그 성벽을 무너뜨리고 비밀스런 장소들을 완전히 드러낸다. 이는 제1시대에 루시엔 티누비엘이 톨 시리온에서 했던 행동을 연상케 하는 것이다.
갈라드리엘은 엘론드, 간달프, 그리고 반지운반자였던 빌보, 프로도와 함께 대해를 건넜고, 이로써 제3시대는 방점을 찍게 되었다. 켈레보른은 떠나지 않고 뒤에 남았는데, 톨킨의 설명에 의하면 그가 언제 회색항구를 마지막으로 찾았는지에 대해서는 아무런 기록이 없다고 하였다. 갈라드리엘은 놀도르 망명 지도자들 중 유일하게 발리노르로 돌아간 존재가 되었다. 그녀가 가운데땅을 떠날 즈음에는 이미 7천 살을 훌쩍 넘겼다고 한다. 이후의 갈라드리엘에 대한 기록은 없다.

### 이름과 칭호
갈리드리엘은 원래 그녀의 힘과 키를 고려해 아르타니스(Artanis, 퀘냐, ar =noble, 고귀한 nis=woman 여성. 아르웬처럼 왕의 핏줄을 가진 여성 요정들에게 자주 붙여지는 이름이다.)와 네르웬(Nerwen, 퀘냐, ner=man 사람, we n=maiden처녀, 여성)으로 불렸다. 갈라드리엘은 Alatariel(텔레린 퀘냐, alata =radiance 후광, 빛나다, riel=화환을 쓴 여성)의 신다린 이름이다. 이 이름은 켈레보른이 갈라드리엘에게 지어준 이름이기도 하다.
갈라드리엘 Galadhriel (신다린, Galadh= tree나무, 숲riel=화환을 쓴 여성)이란 이름은 로리엔 외부의 사람들이 galad와 galadh를 혼동하여 사용한 이름에서 비롯된 이름이기도 하다.로스로 리엔의 군주로서 그녀는 ‘로리엔의 여주인’, ‘숲의 여주인(김리가 붙인 칭호이다) 하지만 끝나지 않은 이야기들에 나오는 톨킨의 설명에서는 갈라드리엘이나 켈레보른은 자신의 의지로 이러한 지도자로서의 칭호를 달지 않았고 지도자가 아닌 그저 로리엔을 지켜주는 존재로서 생각했다고 한다. The History of Galdriel and Celeborn – 끝나지 않은 이야기들 다른 칭호로는 갈라드리엘의 흰 피부와 입고 다니던 새하얀 드레스가 그녀를 빛나게 해 ‘빛의 여인’ 또는 ‘백색의 여인’으로 불렸다고 한다.

## 성격
두네다인들의 기록에 따르면 그녀의 키는 2 rangar(퀘냐, The Disaster of the Gladden Fields: Appendix - Númenórean Linear Measures - 끝나지 않은 이야기들) 또는 193cm였다고 한다. 하지만 갈라드리엘의 가장 부각되는 신체부분은 그녀의 긴 아름다운 은빛을 띄는 금빛(?)의 머리결이다. 티리온의 요정들은 그 머리가 라우렐린과 텔페리온의 빛을 받아 그 색을 가지게 되었다고 말했다고 한다.
엘다르 중에서도 그녀는 아름다운 축에 속했으며 그녀의 머릿결은 적수가 없다고 알려져 있다. 그녀의 아버지와 할머니 인디스의 금발 같으면서도 또 그보다 더 빛이 나고 색감이 풍부하다. 그녀의 어머니는 그 금빛 머릿결에 별빛 같은 은빛을 더해주었으며 엘다르들은 라우렐린과 텔페리온의 빛이 그녀의 머릿결 속에 살아있다고 한다.— The History of Galadriel and Celeborn - 끝나지 않은 이야기들

그리고 이 머릿결은 페아노르가 실마릴을 창작하는데 영감을 주기도 했다.
많은 이들이 갈라드리엘의 머릿결을 보고 놀라움과 기쁨을 얻은 페아노르가 두 나무의 빛을 보석 안에 가두는 것에 대한 아이디어를 얻었다고 한다.— The History of Galadriel and Celeborn – 끝나지 않은 이야기들

하지만 페아노르를 싫어했던 그녀는 김리가 그녀의 머리를 요청했던 것처럼 페아노르가 머리카락을 달라고 세 번이나 애원했음에도 불구하고 세 번 모두 한 자락도 주기를 거부했다. 그리하여 결국 영원히 발리노르의 가장 위대한 요정 두 명은 친구가 되지 못했다고 한다.
그녀의 성격은 그녀의 종족인 요정들의 여러 성격이 모여 한데 섞인 성격이었다. 그녀는 놀도르의 자부심과 불타는 열망을 가지고 있었고 동시에 바냐르의 상냥함과 통찰력을 지니고 있었다. 그리고 이런 성격은 형제와 아버지와도 비슷한 면이 있다.
그녀는 다른 놀도르처럼 자부심으로 차 있었고 강하고, 자신의 뜻을 굽히지 않았다. 그리고 그녀의 오빠 핀로드처럼 그녀는 외부의 간섭 없이 자신만이 다스리는 세상을 꿈꿨다. 하지만 그녀의 마음 속 깊이에는 바냐르의 고귀하고 관대한 정신을 가지고 있었으며 발라에 대한 잊을 수 없는 존경심이 있었다. 그녀의 어릴 때부터 그녀는 다른 사람들의 마음을 꿰뚫어 볼 수 있는 능력이 있었고, 그들은 이해할 수 있었다. 또한 페아노르를 제외하고는 모든 사람들에게 친절히 대해 주었다. 유독 페아노르를 경계한 이유는 그의 마음에서 그녀는 그녀가 싫어하고 무서워했던 암흑을 보았기 때문이다. 하지만 그녀는 그녀를 포함한 모든 놀도르에게 내려진 저주스러운 그 악을 볼 수는 없었다.— The History of Galadriel and Celeborn – 끝나지 않은 이야기들

그녀는 체력이나 체격으로도 다른 요정들에게 전혀 꿇리지 않았고 그 지식은 말할 것도 없다. 그녀는 모든 요정들 중에 가장 강했던 여성인 듯 한다.